# Mariä Himmelfahrt (Bleialf)

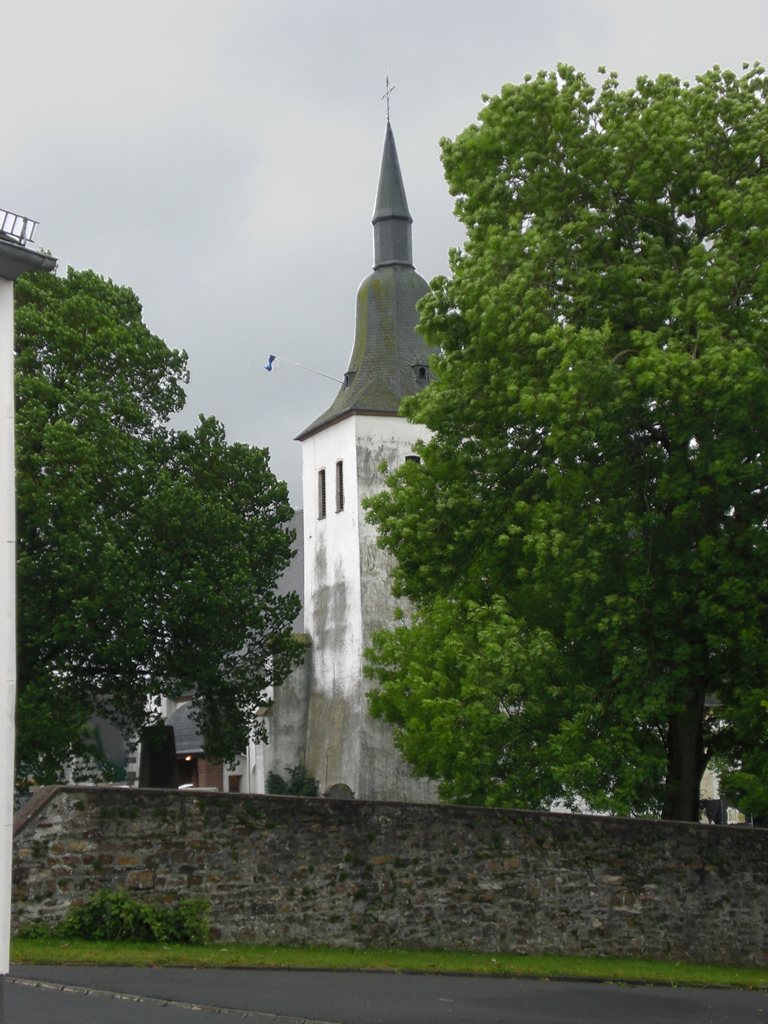
Mariä Himmelfahrt inmitten ihres Kirchhofes

Die Mariä-Himmelfahrt-Kirche in Bleialf wurde 1187 erstmals urkundlich erwähnt. Der massive, wohlproportionierte Bau liegt inmitten eines seit vielen Jahren aufgelassenen Kirchhofes mit altem Baumbestand. Aufgrund ihres Alters und ihrer Baugeschichte und trotz ihrer abseitigen Lage in der Schneifel ist sie ein vielbesuchtes Kulturgut in der Region Trier.

## Geschichte
Von dem Ursprungsbau sind nur noch die mit bis zu drei Metern ungewöhnlich dicken Untermauern des Westturms erhalten. Einigen Inschriften nach stammen sowohl das Langhaus als auch der Chor aus dem Jahr 1496. Die beiden Seitenschiffe von 1555 wurden bei dem Bau einer neuen Kirche 1925 abgerissen, was von außen betrachtet jedoch nicht ins Auge fällt.
Für diesen Neubau zeichnet der Architekt Thoma aus Andernach verantwortlich. Nach seinen Vorstellungen wurde das alte Mittelschiff als Vorhalle verwendet. Die neue Kirche ist als dreischiffige neubarocke Basilika mit Halbkreisapsis in Mittelschiffsbreite angelegt. Beschädigungen durch den Zweiten Weltkrieg waren vor allem am Turmhelm instand zu setzen. 1954 wurde nach historischem Vorbild der erneuerte glockenförmige Helm aufgesetzt, der außer den Schallluken keine weiteren Öffnungen mehr besitzt. 1981–1985 wurden bei umfangreichen Renovierungsarbeiten im Innern der Kirche spätgotische Gewölbemalereien im Chor entdeckt und freigelegt.
Aus der Bauphase des Mittelalters sind der Turm, das Langhausmittelschiff und der Chor erhalten geblieben. Die Nordseite des Mittelschiffs wurde 1925 in die Neugestaltung mit einbezogen und ist von außen bis auf das Dach nicht mehr sichtbar. Der Chor ist dreiseitig geschlossen und wölbt sich über einfachen Strebepfeilern und breiten Spitzbogenfenstern, die bei ihrer Erbauung höchstwahrscheinlich Maßwerk besaßen. Im Innern ist Kreuzrippengewölbe auf Konsolen (im Schiff) und auf Runddiensten (im Chor) zu sehen. Den Durchgang zum Neubau bildet die Arkade des ehemaligen südlichen Seitenschiffs.

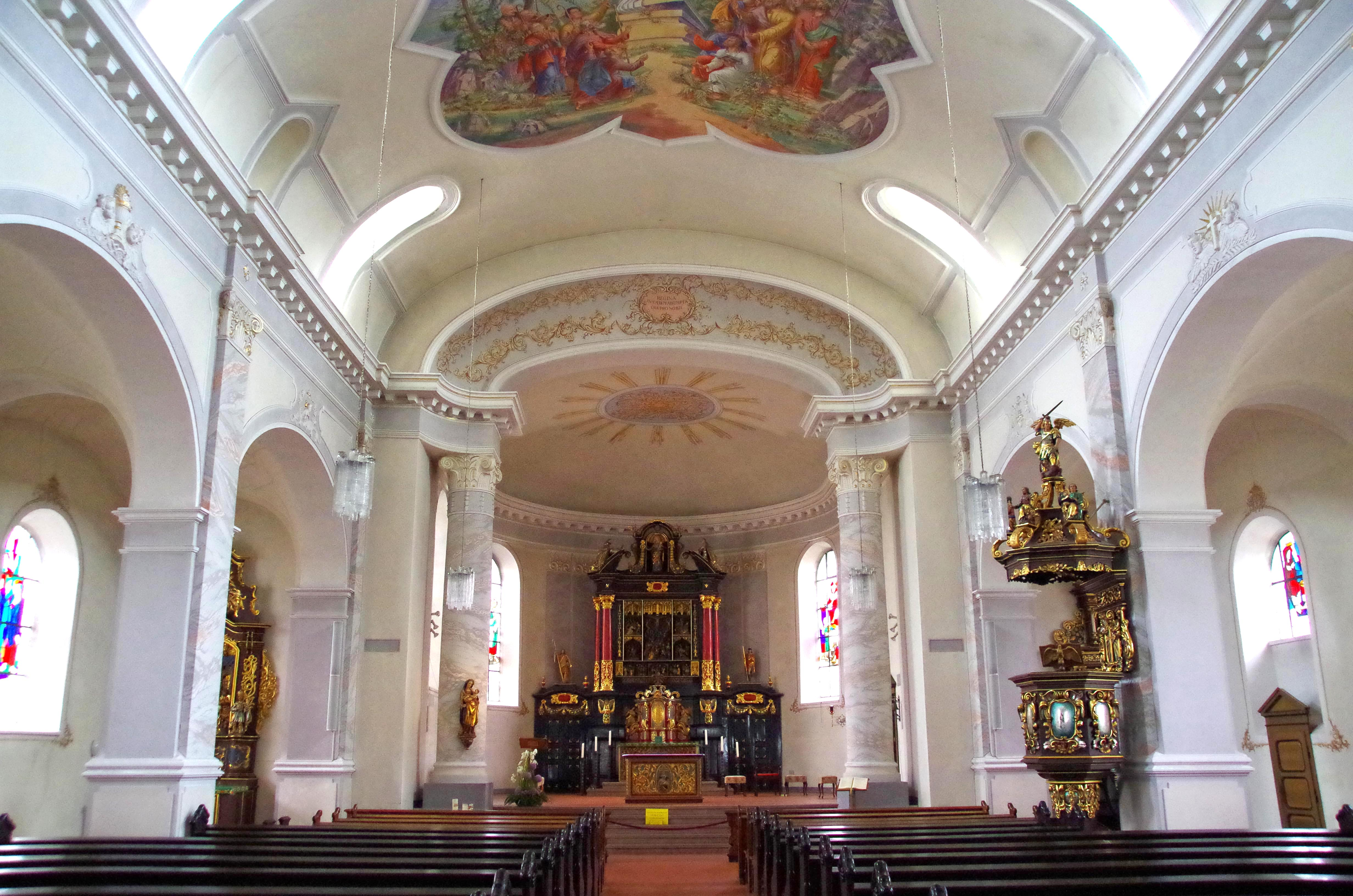
Neues Kirchenschiff mit Kanzel und Hochaltar aus dem 17. Jahrhundert

Die Erweiterung der 1920er Jahre ist überaus kunstvoll in den alten Bau integriert: Die äußeren mit Lisenen gegliederten Wandflächen erheben sich über einem hohen Bruchsteinsockel. Dieses Baumaterial bestimmt den mittelalterlichen Baukörper. Das Innere stellt eine „echte Basilika“ dar: Die Wandflächen werden durch Pilaster, die das mächtiges Gebälk tragen und auf denen das Tonnengewölbe ansetzt, zwischen den Rundbogenöffnungen gegliedert. Der Chorbogen ruht auf zwei freistehenden, wie die Pilaster gestalteten Säulen. Die Orgelempore befindet sich im nördlichen Mittelschiffsjoch.
2018 wurde die Erweiterung der Basilika wegen Einsturzgefahr aufgrund von Problemen der Statik gesperrt. Der Gottesdienst wird in dem früheren Mittelschiff des alten Teiles der Kirche abgehalten, da dieser nicht betroffen ist.

## Ausstattung
Die Mariä-Himmelfahrt-Kirche war ausgesprochen reich ausgestattet. Die Freskenmalerei im Chor zwischen den Kreuzrippen wurde bei dem Umbau in den 1920er Jahren nicht in Mitleidenschaft gezogen. Kirchliche Kunstgegenstände aus dem 17. und 18. Jahrhundert blieben bei der Erweiterung erhalten, sind jedoch heute größtenteils im Neubau wiederzufinden, so beispielsweise der Hochaltar aus der Zeit um 1660, der statt eines Tafelbildes Teile eines spätgotischen Schnitzaltars enthält, zwei Nebenaltäre sowie die Kanzel aus der gleichen Zeit. Die Herkunft eines aus einer anderen Kirche stammenden Rokokoretabels ist nicht bekannt. Es ist ebenso im sogenannten Neubau zu finden wie eine Kommunionbank und der Taufstein aus schwarzem Schiefer aus dem Jahr 1760.

## Orgel

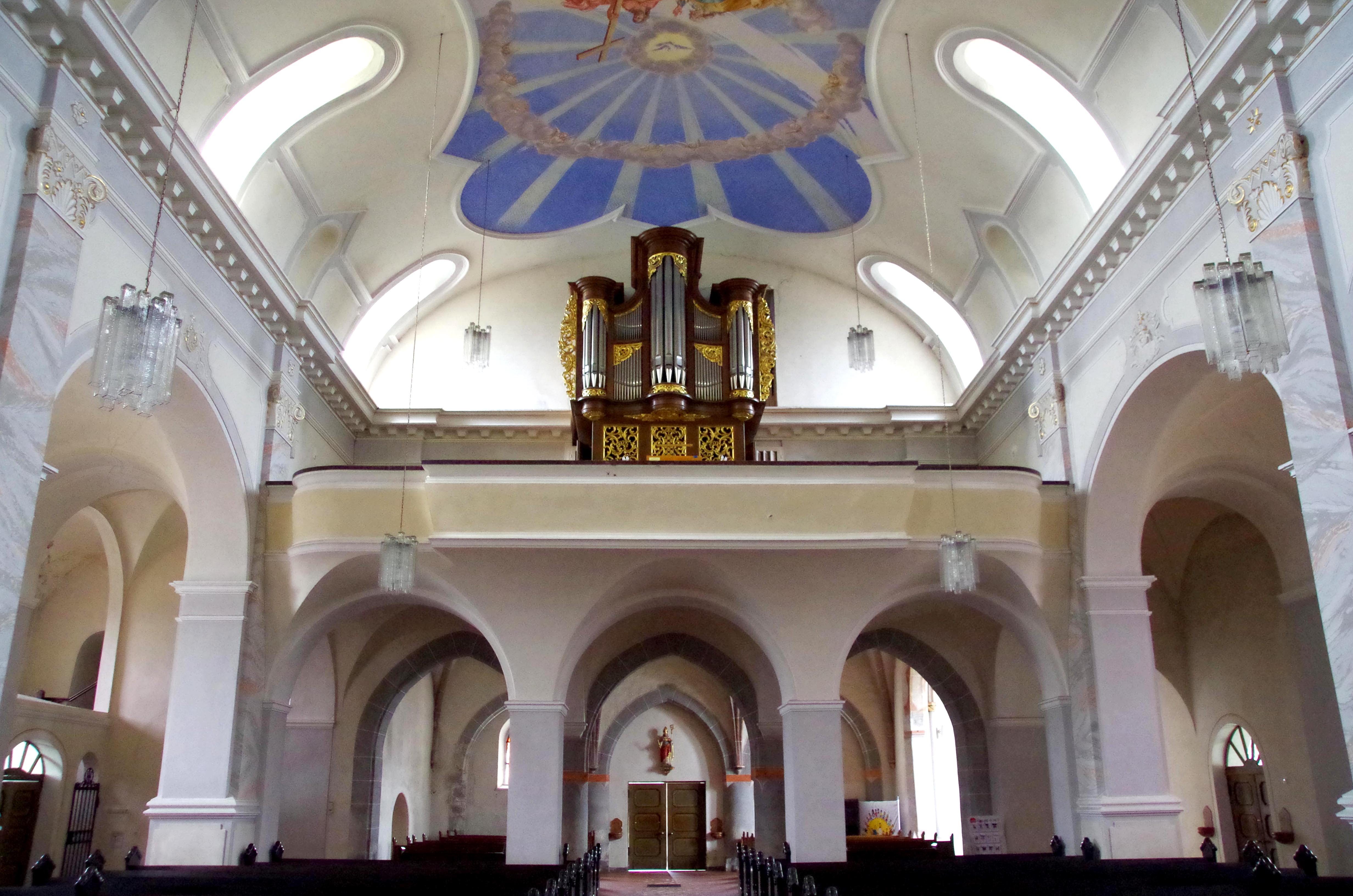
Blick auf die Orgelempore

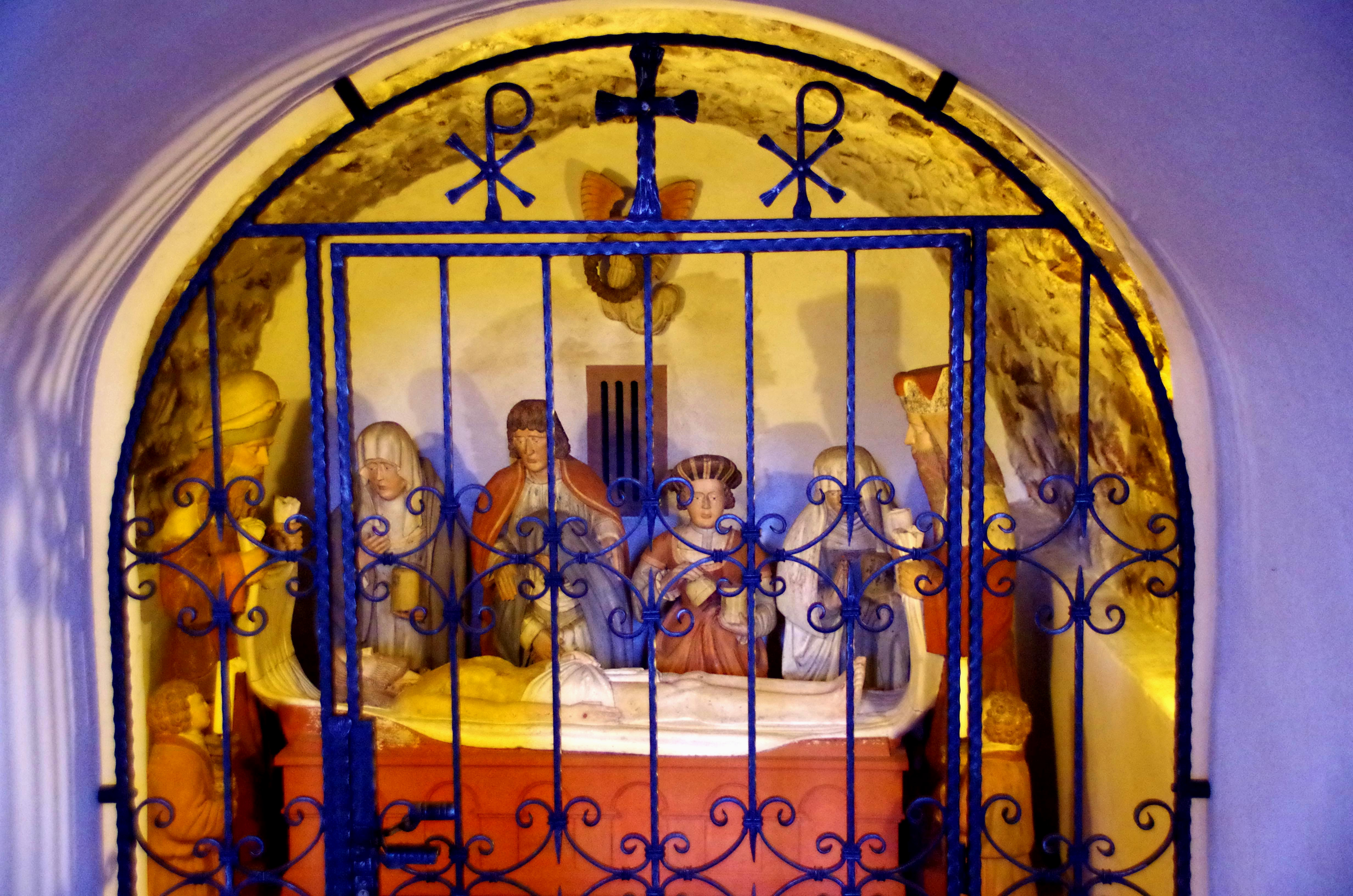
Mariä Himmelfahrt (Bleialf), Grablegungsgruppe

Die Orgel wurde 1993 von der Orgelbaufirma Romanus Seifert & Sohn (Kevelaer) in dem historischen Orgelgehäuse aus dem 18. Jahrhundert erbaut.
| I Hauptwerk C– |                |       |
| 1.             | Bourdon        | 16′   |
| 2.             | Prinzipal      | 8′    |
| 3.             | Rohrflöte      | 8′    |
| 4.             | Oktave         | 4′    |
| 5.             | Gemshorn       | 4′    |
| 6.             | Quinte         | 2 ⁄3′ |
| 7.             | Oktave         | 2′    |
| 8.             | Cornett V ab f |       |
| 9.             | Mixtur IV      | 1 ⁄3′ |
| 10.            | Trompete 8′    |       |

| II Schwellwerk C– |                  |       |
| 11.               | Prinzipal        | 8′    |
| 12.               | Gedackt          | 8′    |
| 13.               | Salicional       | 8′    |
| 14.               | Prinzipal        | 4′    |
| 15.               | Flöte            | 4′    |
| 16.               | Schwegel         | 2′    |
| 17.               | Sesquialter I-II | 2 ⁄3′ |
| 18.               | Scharff III      | 1′    |
| 19.               | Oboe             | 8′    |
|                   | Tremulant        |       |

| Pedal C– |              |     |
| 20.      | Prinzipalbaß | 16′ |
| 21.      | Subbaß       | 16′ |
| 22.      | Baßflöte     | 8′  |
| 23.      | Oktave       | 4′  |
| 24.      | Posaune      | 16′ |

- Koppeln: II/I, I/P, II/P
- Spielhilfen: 6-fache mechanische Setzeranlage

## Pfarrei
Zur Pfarreiengemeinschaft Bleialf gehören noch St. Peter und Paul (Auw bei Prüm), St. Kornelius (Brandscheid), St. Luzia (Habscheid), St. Gertrud (Lünebach), St. Remigius (Pronsfeld), St. Leonhard (Roth bei Prüm) und St. Michael (Winterspelt).